# Polystachya woosnamii
Polystachya woosnamii är en orkidéart som beskrevs av Alfred Barton Rendle. Polystachya woosnamii ingår i släktet Polystachya och familjen orkidéer.

## Underarter
Arten delas in i följande underarter:
- P. w. nyungweensis
- P. w. woosnamii